# Sparkasse Krefeld

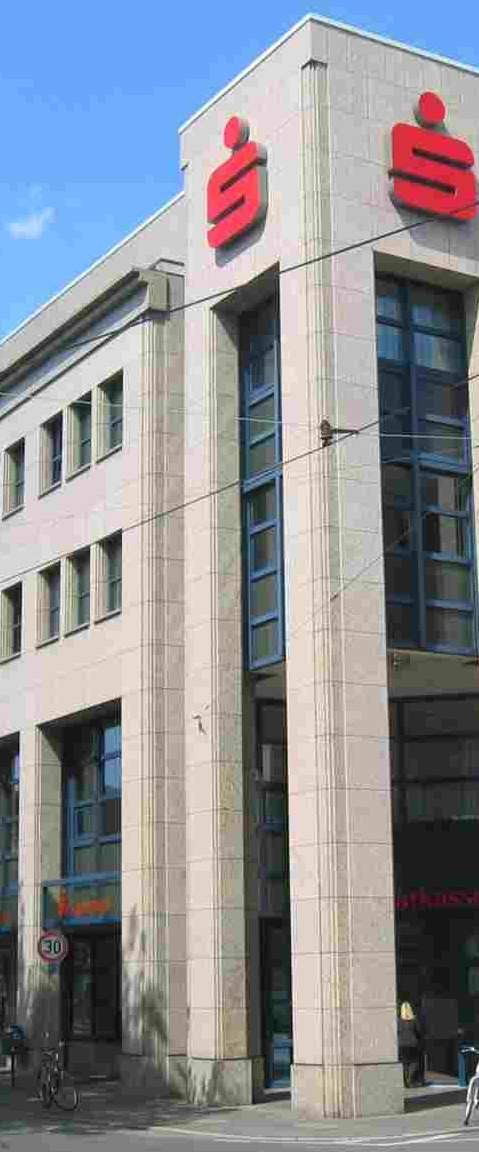
Sparkasse am Ostwall

Die Sparkasse Krefeld ist eine öffentlich-rechtliche Sparkasse mit Sitz in Krefeld in Nordrhein-Westfalen. Träger der Anstalt des öffentlichen Rechts sind die Kreisfreie Stadt Krefeld und der Kreis Viersen. Das Geschäftsgebiet der Sparkasse umfasst die Stadt Krefeld, den gesamten Kreis Viersen sowie die Gemeinden Geldern, Issum, Kerken, Rheurdt und Wachtendonk im südlichen Kreis Kleve. Die Sparkasse Krefeld ist Teil der Sparkassen-Finanzgruppe und bietet Produkte der verbundenen Unternehmen an. Die Funktion der Sparkassenzentralbank nimmt die Helaba wahr.
Die Sparkasse Krefeld wies im Geschäftsjahr 2024 eine Bilanzsumme von 10,342 Mrd. Euro aus und verfügte über Kundeneinlagen von 7,724 Mrd. Euro. Gemäß der Sparkassenrangliste 2024 liegt sie nach Bilanzsumme auf Rang 30. Sie unterhält 51 Filialen/Selbstbedienungsstandorte und beschäftigt 1.366 Mitarbeiter.  Von derzeit 59 Standorten sind 38 Bankfilialen mit Personal und 21 Automatenstandorte ohne Personal.
Mit der S-UBG Gruppe mit Sitz in Aachen unterhält die Sparkasse Krefeld mit den Sparkassen Aachen, Düren, Euskirchen und Mönchengladbach ein gemeinsames Tochterunternehmen, das Unternehmen der Region Beteiligungskapital anbietet.

## Geschichte

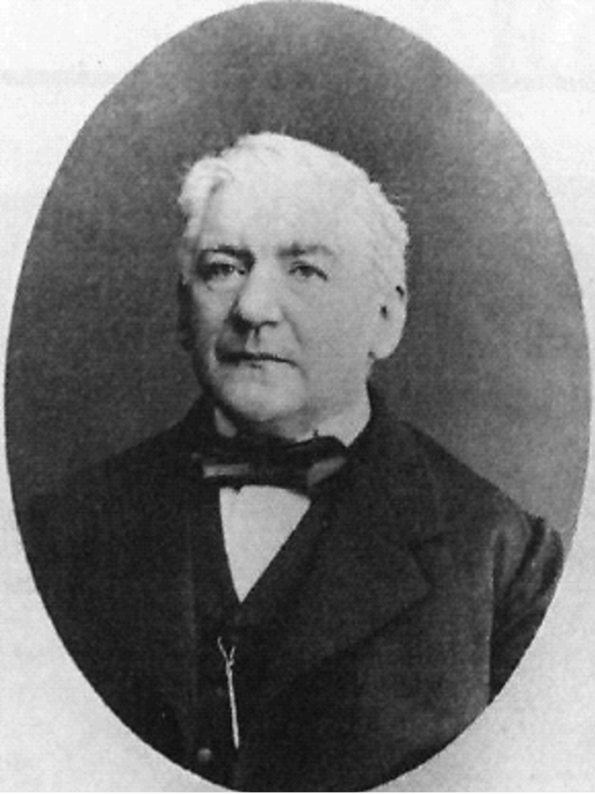
Der erste Rendant Friedrich August Remkes
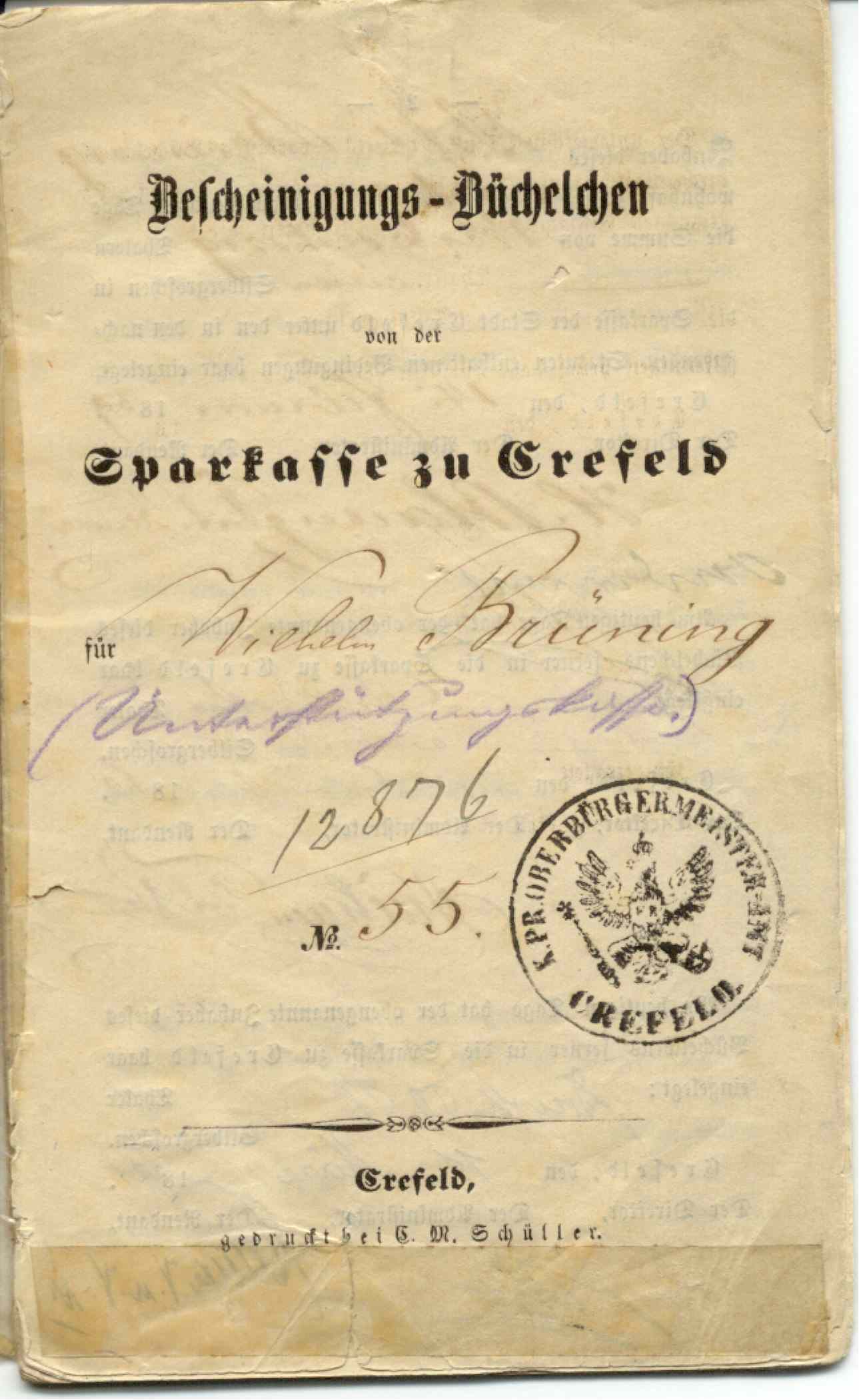
Sparkassenbuch aus der Anfangszeit
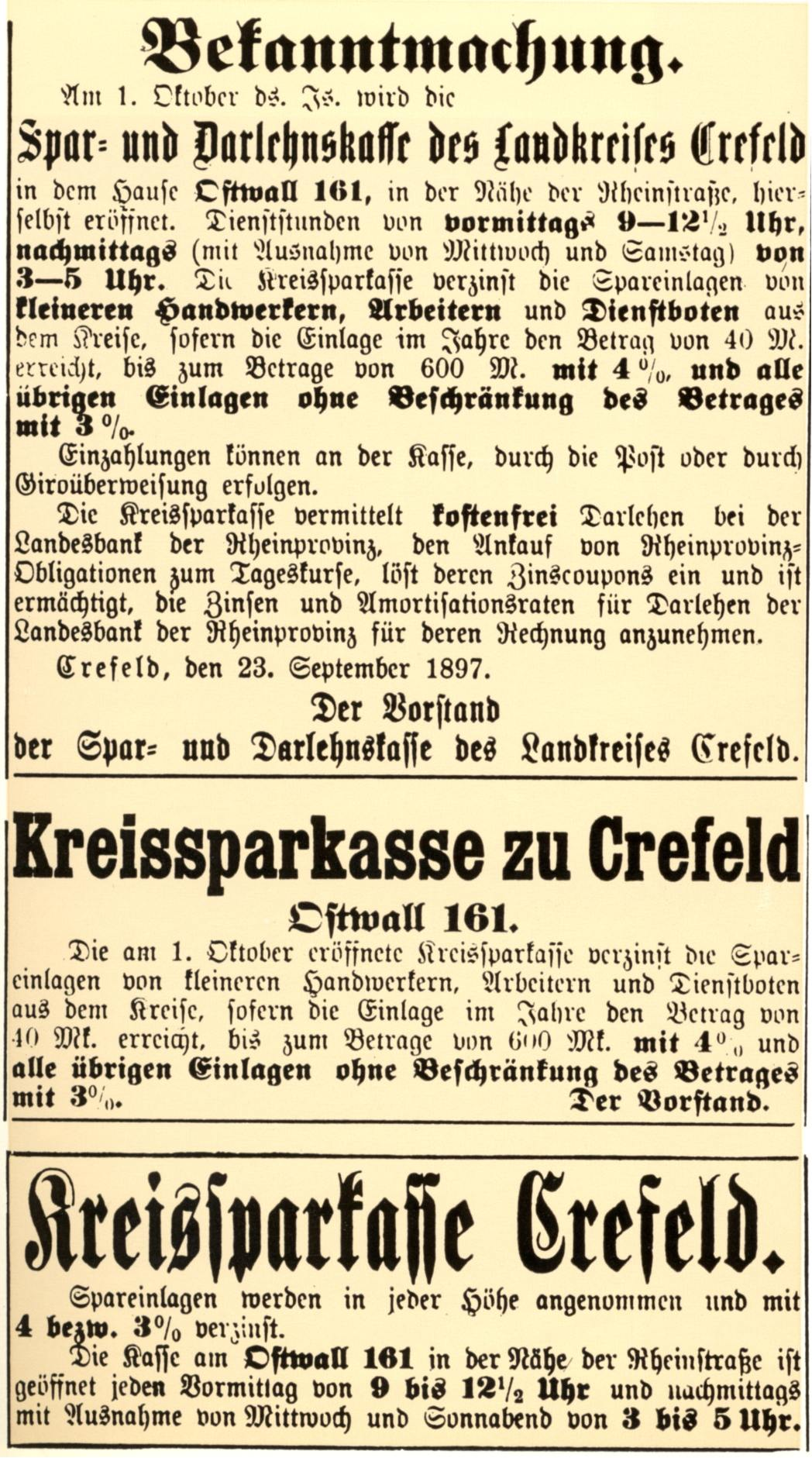
Bekanntmachung der Gründung der Spar- und Darlehnskasse des Landkreises
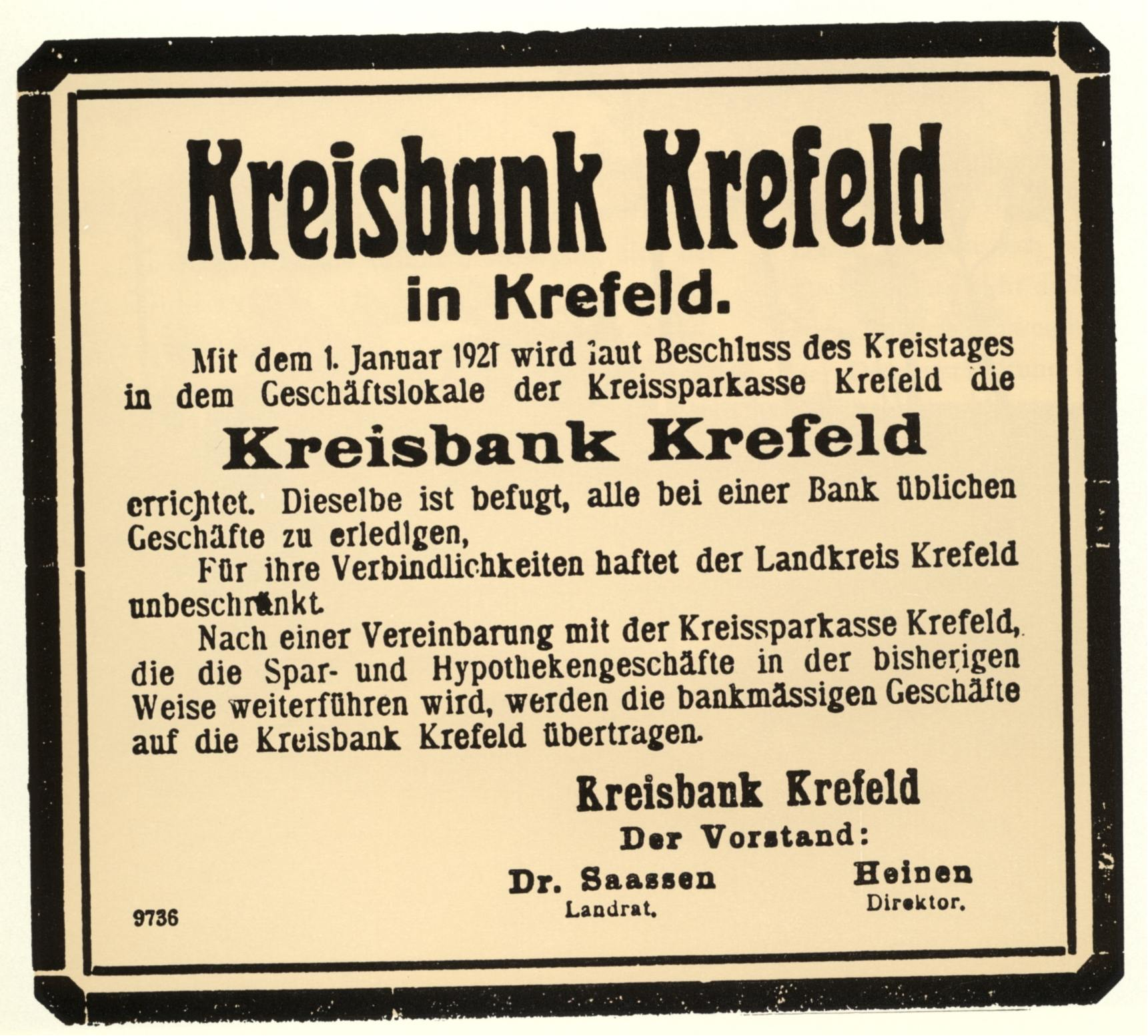
Anzeige der neu gegründeten Kreisbank
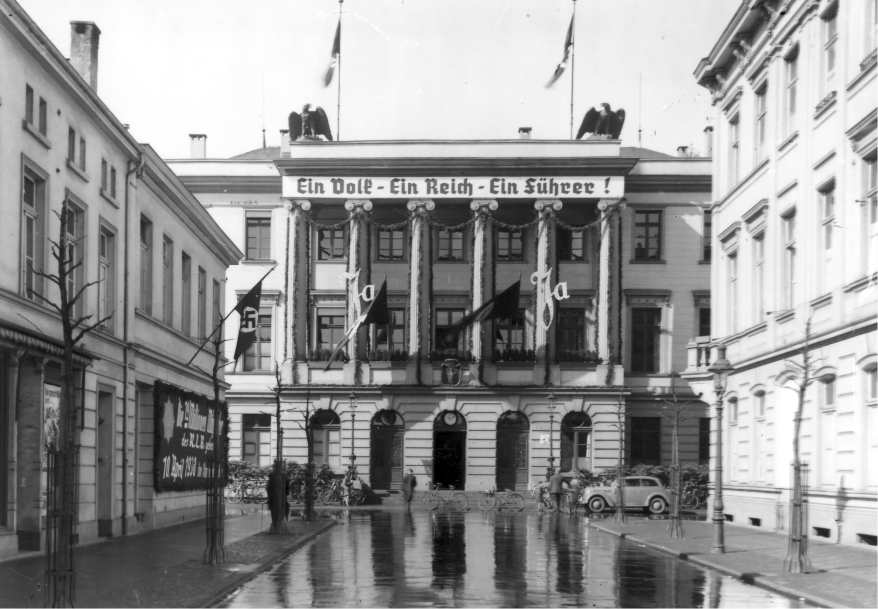
Sparkasse Krefeld um 1938
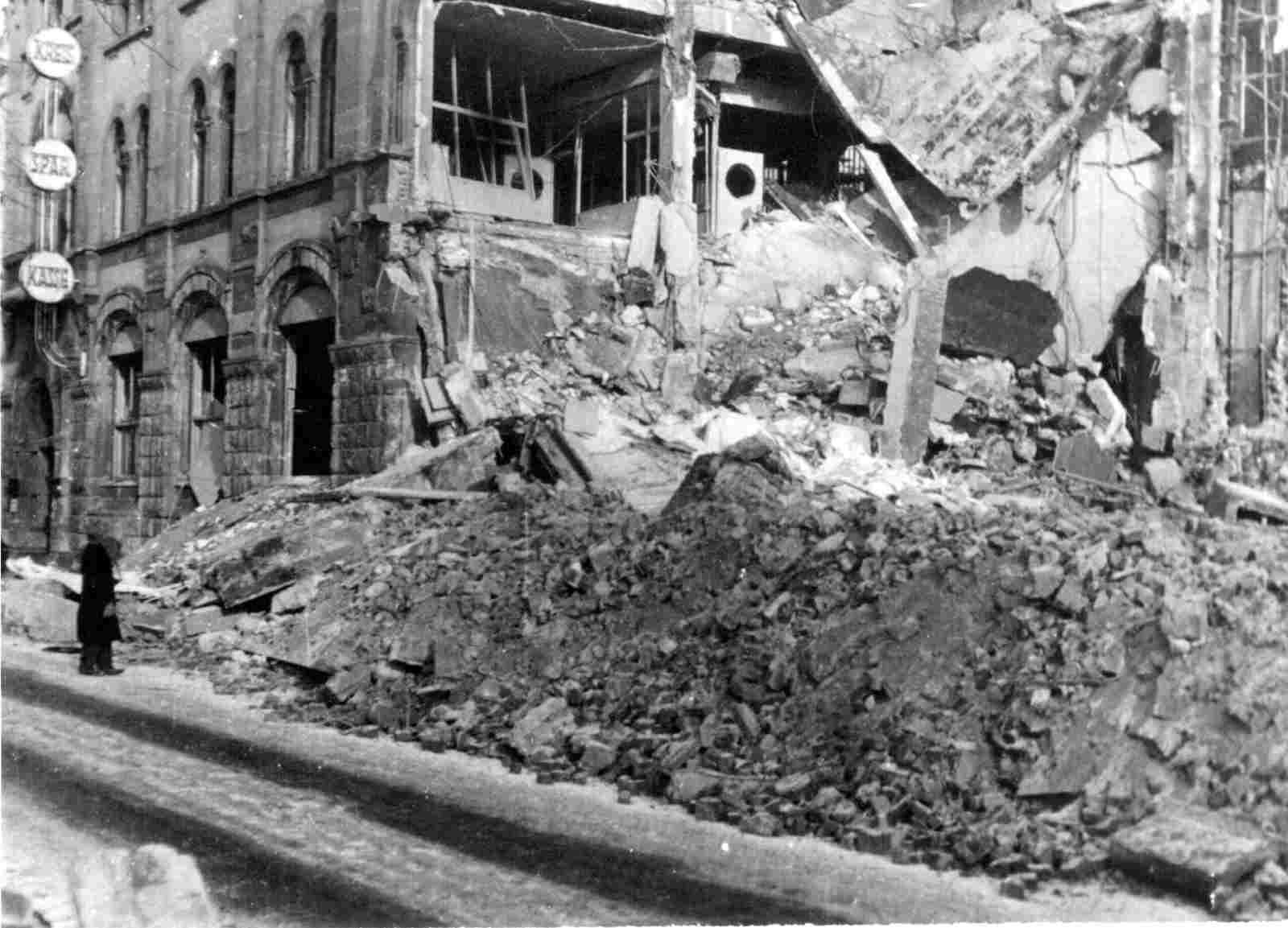
Nach dem Luftangriff im Januar 1945
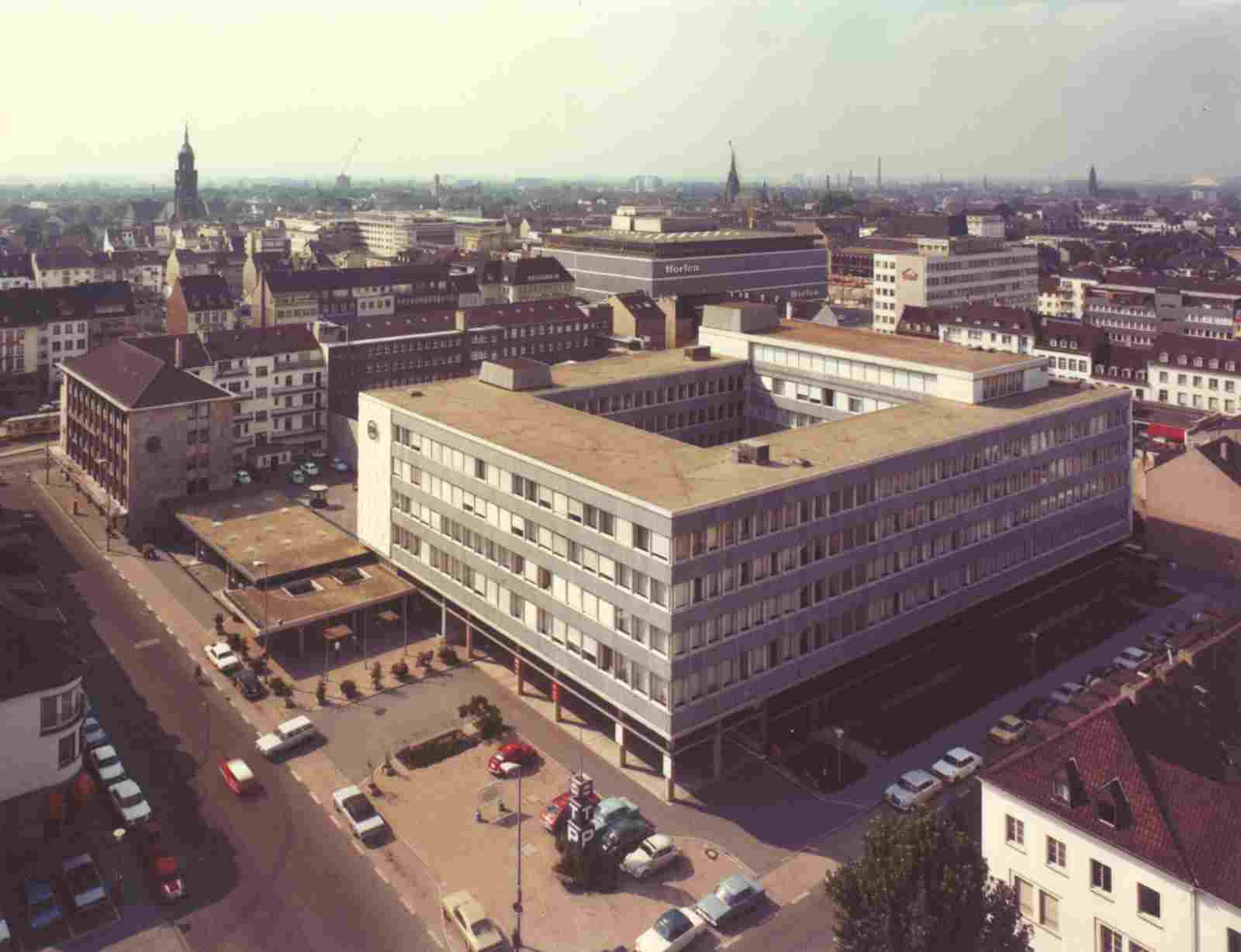
Neubau der Kreissparkasse 1969

### Gründung der Sparkassen im 19. Jahrhundert
Im 19. Jahrhundert wurden auf dem Gebiet der heutigen Sparkasse Krefeld in enger Anbindung an die jeweiligen Kommunen eine Vielzahl von Sparkassen gegründet. Die Städtische Sparkasse zu Crefeld war die erste, sie nahm am 9. März 1840 ihre Geschäfte im Rathaus am Schwanenmarkt auf. In den nächsten Jahrzehnten folgten viele weitere Institute, die größtenteils später in der heutigen Sparkasse Krefeld aufgingen, unter anderem:
- 1847: Stadt-Sparkasse Kempen
- 1848: Städtische Sparkasse Uerdingen
- 1853: Gemeindesparkasse Hüls
- 1855: Gemeindesparkasse Oedt
- 1855: Gemeindesparkasse Anrath
- 1855: Gemeindesparkasse Willich
- 1855: Gemeindesparkasse Vorst
- 1856: Gemeindesparkasse Bockum
- 1857: Gemeindesparkasse St. Tönis
- 1882: Gemeindesparkasse Waldniel
- 1882: Gemeindesparkasse Linn
- 1884: Gemeindesparkasse Breyell
- 1885: Gemeindesparkasse St. Hubert
- 1885: Gemeindesparkasse Grefrath
- 1891: Gemeindesparkasse Fischeln
- 1897: Spar- und Darlehnskasse des Landkreises Krefeld
- 1910: Gemeindesparkasse Traar
- 1910: Kreissparkasse Kempen
- 1911: Gemeindesparkasse Amern

Die Sparkassen waren anfänglich klein und hatten nur geringe Kundenzahlen. Die Stadtsparkasse Crefeld zählte bei rund 25.000 Einwohnern am Ende des Gründungsjahres 41 Sparer, nach einem weiteren Jahr 81 Sparer. Der erste Rendant des Instituts, Friedrich August Remkes, leitete die Sparkasse mehr als vier Jahrzehnte bis zum 31. März 1883.
Zum Ende der Gründungsphase war das Sparen etablierter. Die nach Bildung des Landkreises Krefeld 1872 im Jahr 1897 gegründete Spar- und Darlehenskasse des Landkreises Krefeld, auch Kreissparkasse (KSK) genannt, hatte nach zwei Geschäftsjahren bereits 7.645 Kunden.

### Ausbau und Zusammenschlüsse bis zur Mitte des 20. Jahrhunderts
1921 gründete die Kreissparkasse Krefeld die Kreisbank Krefeld, die in der KSK-Hauptverwaltung am Ostwall 155 saß und in Personalunion geleitet wurde. Die Kreisbank übernahm für die KSK alle bei einer Bank üblichen Geschäfte. In Kempen schlossen sich 1922 die Stadt- und Kreissparkasse zusammen und eröffneten neue Zweigstellen in Brüggen und in Bracht.
Anfang des 19. Jahrhunderts expandierte die Stadt Krefeld. Von 1901 bis zum 30. Juli 1929 wurden sechs benachbarte Gemeinden in die Stadt Krefeld eingegliedert. Am 1. August 1929 wurde durch Gesetz und Vertrag die Doppelstadt Krefeld-Uerdingen am Rhein mit ihren beiden selbständigen Stadtteilen Krefeld und Uerdingen gegründet. Die Sparkassen der beiden Stadtteile blieben gleichsam selbständige Körperschaften mit Sitz in Uerdingen und in Krefeld. Die selbstständig gebliebenen Orte des ehemaligen Landkreises Krefeld wurden mit dem Kreis Kempen zum Kreis Kempen-Krefeld zusammengeführt. Die KSK änderte ihren Namen in Kreissparkasse Kempen-Krefeld. Im neuen Kreis gab es zwei Kreissparkassen mit Sitzen in Kempen und in Krefeld.
Die Städtische Sparkasse kaufte 1927 als Hauptsitz das Haus Floh in der Friedrichstraße 27. Nach weiterem Wachstum kaufte die Sparkasse 1934 das Nachbargrundstück Friedrichstraße 29 für einen Erweiterungsbau. Die Richtfest-Rede des Sparkassendezernenten Helms am 24. April 1936 legt die Vermutung nahe, dass die Sparkasse dabei von einer sogenannten Arisierung profitierte. Er teilte mit, dass es „erst zum Kauf kam“, „als der Eigentümer des Hauses Nr. 29 sich entschloss, Krefeld endgültig zu verlassen“, einer damals gängigen Redewendung für die Vertreibung jüdischer Mitbürger. Am Kopfende der 1927 errichteten Kassenhalle hatte ein abstrakt gestaltetes Buntglasfenster des Krefelder Expressionisten Heinrich Campendonk für Licht gesorgt, der von den Nationalsozialisten als „entarteter“ Künstler diffamiert und bereits 1934 zur Emigration gezwungen wurde. Es wurde ersetzt durch ein monumentales Glasfenster des Düsseldorfer Kunstmalers Walter Vits im typischen Naturalismus der Nazi-Zeit, das den Krieg unbeschadet überstand.
Zu ihrem 100-jährigen Bestehen am 9. März 1940 benannte sich die Städtische Sparkasse in „Stadt-Sparkasse Krefeld“ um. Zum 1. April 1940 beschlossen die kommunalen NS-Machthaber die 1929 gegründete Doppelstadt und Dachgemeinschaft Krefeld-Uerdingen am Rhein widerrechtlich aufzulösen. Als Folge wurde im September des Jahres die Städtische Sparkasse Uerdingen in die Stadt-Sparkasse Krefeld „einverleibt“. Im Zweiten Weltkrieg wurden 1943 und 1945 bei Bombenangriffen auf Krefeld sowohl der Sitz der Stadt-Sparkasse im Haus Floh als auch der Sitz der Kreissparkasse am Ostwall weitgehend zerstört.

### Wiederaufbau und Großfusionen in der zweiten Hälfte des 20. Jahrhunderts
Nach Kriegsende wandelten sich die Sparkassen in moderne Kreditinstitute. Nach der Währungsreform finanzierten die Sparer Konsumentenkredite, aber durch Hypothekenkredite auch den Wiederaufbau. Die KSK war nach eigener Aussage bis Ende 1954 an der Finanzierung von 3.633 Wohnungen in ihrem Geschäftsgebiet beteiligt.
Die Sparkassen selbst investierten ebenfalls in Gebäude und bauten ihr Zweigstellennetz aus. 1952 schlossen sich die Kreissparkasse Kempen-Krefeld und die Kreis- und Stadtsparkasse Kempen zusammen. 1955 übernahm die KSK nach einer kommunalen Grenzbereinigung von der Kreissparkasse Geldern die Zweigstelle Hinsbeck. Zwischen 1960 und 1964 eröffnete die KSK neue Filialen in Schaag, Dilkrath, Kempen-West, Neersen, Bovert, Leuth und Waldniel. Auch die Stadt-Sparkasse Krefeld baute zwischen 1958 und 1963 neue Filialen in Sprödental, der Marktstraße, Stahldorf, der Hülser Straße, der Philadelphiastraße, Linn und Gartenstadt. 1962 errichtete die Stadt-Sparkasse ein neues Hauptgeschäftsgebäude an der Friedrichstraße. 1969 zog die Kreissparkasse mit dem „Atriumhaus“ am Luisenplatz nach.
Zum 1. Juli 1977 bildeten die beinahe gleich großen Konkurrenten Stadt-Sparkasse (557 Mitarbeiter und 1,419 Milliarden DM Bilanzsumme) und Kreissparkasse (573 Mitarbeiter und 1,260 Milliarden DM Bilanzsumme) einen Sparkassen-Zweckverband und fusionierten zur Sparkasse Krefeld. In den folgenden Jahrzehnten schlossen sich alle weiteren Sparkassen im Kreis Viersen der Sparkasse Krefeld an: 1990 die Stadtsparkasse Willich, 1992 die Stadtsparkasse Tönisvorst, 1997 die Sparkasse Nettetal und 2002 die Stadtsparkasse Viersen. Es bildete sich die Zweckverbandssparkasse der Stadt Krefeld und des Kreises Viersen. 2007 wurde außerdem die Sparkasse Geldern in den Zweckverband aufgenommen.

## Gesellschaftliches Engagement
Die Sparkasse Krefeld fördert Vereine und Institutionen in ihrem Geschäftsgebiet durch Stiftungsmittel, Spenden und Sponsoring. Zwischen 1986 und 2012 hat die Sparkasse acht lokale Stiftungen eingerichtet. Ihr Stiftungsvermögen belief sich im Jahr 2017 auf insgesamt 61 Millionen Euro:
- Sparkassen-Stiftung Natur & Kultur Kreis Viersen (1987), Stiftungsvermögen: 17,7 Millionen Euro
- Sparkassen-Kulturstiftung Krefeld (1986), Stiftungsvermögen: 12,2 Millionen Euro
- Viersener Sparkassenstiftung (2002), Stiftungsvermögen: 11,8 Millionen Euro
- Sparkassenstiftung Sport & Umwelt Krefeld (2012), Stiftungsvermögen: 6,3 Millionen Euro
- Tönisvorster Sparkassenstiftung (1992), Stiftungsvermögen: 5,3 Millionen Euro
- Nettetaler Sparkassenstiftung (1997), Stiftungsvermögen: 3,4 Millionen Euro
- Willicher Kulturstiftung (1991), Stiftungsvermögen: 2,6 Millionen Euro
- Bürgerstiftung der Stadtsparkasse Viersen (1997), Stiftungsvermögen: 1,6 Millionen Euro

Jede der Stiftungen ist rechtlich selbstständig und durch eine Satzung an bestimmte Stiftungszwecke beispielsweise in Kultur, Denkmalpflege, Naturschutz oder Sport gebunden. Über die Förderungswürdigkeit von Projektanträgen entscheidet jeweils ein Kuratorium, besetzt mit örtlichen Kommunalpolitikern. Die Stiftungsgeschäfte leitet ein Stiftungsvorstand, in der Regel ein Vorstandsmitglied der Sparkasse Krefeld.